# Zapata (métro de Mexico)
Pour les articles homonymes, voir Zapata.
Zapata est une station de correspondance entre les lignes 3 et 12 du métro de Mexico, située au sud de Mexico, dans la délégation Cuauhtémoc.

## La station
La station prend son nom de l'avenue Emiliano Zapata où elle est située. Son symbole représente le contour du buste du chef de guerre révolutionnaire Emiliano Zapata Salazar avec son chapeau caractéristique.
Depuis août 1980, la station a servi comme terminus de la ligne 3 dans son cinquième élargissement, jusqu'à ce qu'elle soit finalement, en août 1983, étendue à Universidad.